# Östra Röningssjön
Östra Röningssjön är en sjö i Ragunda kommun i Jämtland och ingår i Indalsälvens huvudavrinningsområde. Sjön har en area på 0,687 kvadratkilometer och ligger 292,9 meter över havet. Sjön avvattnas av vattendraget Röningsbäcken.

## Delavrinningsområde
Östra Röningssjön ingår i det delavrinningsområde (702214-149322) som SMHI kallar för Utloppet av Östra Rönningssjön. Medelhöjden är 331 meter över havet och ytan är 10,7 kvadratkilometer. Det finns inga avrinningsområden uppströms utan avrinningsområdet är högsta punkten. Röningsbäcken som avvattnar avrinningsområdet har biflödesordning 3, vilket innebär att vattnet flödar genom totalt 3 vattendrag innan det når havet efter 157 kilometer. Avrinningsområdet består mestadels av skog (68 procent). Avrinningsområdet har 1,14 kvadratkilometer vattenytor vilket ger det en sjöprocent på 10,7 procent.